# ウィア・マリス

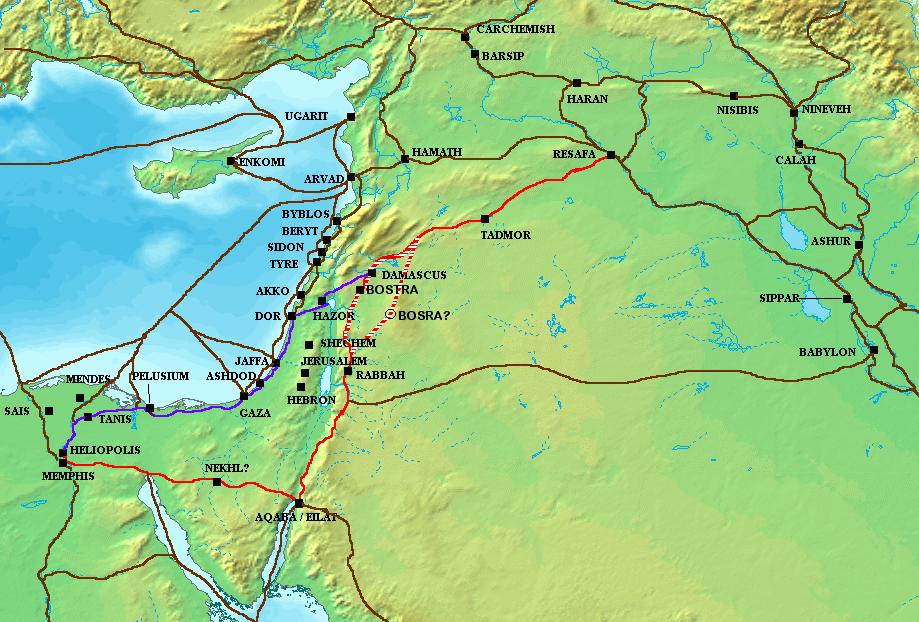
紫の線が「ウィア・マリス」、赤い線が「王の道」
紀元前1300年ごろ

ウィア・マリス（ラテン語: Via Maris）は、イスラエルを通る主要国際道路の一つである。イザヤ書で「海の道」と表記されている道のラテン語訳である。
エジプトからダマスコに通じる幹線道路であり、エジプト、シリヤ、メソポタミヤ、アナトリヤを結ぶ古代オリエント世界の大動脈であった。